# Echiothrix centrosa
Il ratto spinoso di Sulawesi centrale (Echiothrix centrosa  Miller & Hollister, 1921) è un roditore della famiglia dei Muridi, endemico dell'Isola di Sulawesi.

## Descrizione

### Dimensioni
Roditore di medie dimensioni, con lunghezza della testa e del corpo tra 182 e 225 mm, la lunghezza della coda tra 230 e 265 mm, la lunghezza del piede tra 48 e 55 mm, la lunghezza delle orecchie tra 32 e 35 mm e un peso fino a 310 g.

### Aspetto
Le parti superiori sono grigiastre scure, mentre le parti ventrali sono bianco-crema. Le orecchie sono più piccole che in Echiothrix leucura. La coda è più lunga della testa e del corpo. Il cariotipo è 2n=40 FNa=72.

## Biologia

### Comportamento
È una specie terricola e notturna.

### Alimentazione
Si nutre di vermi.

### Riproduzione
Una femmina con tre embrioni è stata catturata nel mese di settembre.

## Distribuzione e habitat
Questa specie è diffusa nella parte settentrionale e centrale dell'Isola di Sulawesi.
Vive nelle foreste pluviali tropicali sempreverdi fino a 985 metri di altitudine.

## Conservazione
La IUCN Red List, considerato il declino della popolazione del 30% negli ultimi e nei futuri 5 anni, classifica M.centrosa come specie vulnerabile (VU).